# Choiseul (Alto Marne)
 Choiseul  es una población y comuna francesa, en la región de Champaña-Ardenas, departamento de Alto Marne, en el distrito de Chaumont y cantón de Clefmont.

## Demografía
| 167 | 155 | 138 | 123 | 101 | 81 |
| Para los censos de 1962 a 1999 la población legal corresponde a la población sin duplicidades (Fuente: INSEE [Consultar]) |     |     |     |     |    |